# António de Mendonça Corte-Real
António de Mendonça Corte-Real foi um administrador colonial português que exerceu o cargo de Governador no antigo território português subordinado à Índia Portuguesa de Solor e Timor entre 1807 e 1810, tendo sido antecedido por João Vicente Soares da Veiga e sucedido por António Botelho Homem Bernardes Pessoa.
Nasceu na ilha do Chorão, Goa, e era capitão-tenente da Marinha de Goa, tendo falecido durante a viagem de regresso de Solor e Timor para Goa.  